# Norge (пароход)
«Norge» (Норье, в переводе «Норвегия») — датский пассажирский пароход, затонувший 28 июня 1904 года на рифах у скал Хасселвуд и Роколл. При этом погибло 635 человек.

## История парохода
Пароход «Norge» вместимостью 3220 регистровых тонн был построен в 1881 году в Шотландии на реке Клайд судостроительной компанией Alexander Stephen and Sons («Александр Стефан и сыновья») в Глазго для бельгийской фирмы Theodore C. Engels & Co из Антверпена. Первоначальным название судна было Pieter de Coninck. В 1898—1904 гг. владельцем являлась датская фирма DFDS. Длина судна составляла 109 м, ширина — 12 м. Судно совершало рейсы между Копенгагеном и Нью-Йорком.

## Катастрофа
В свой последний рейс пароход вышел из Копенгагена в Нью-Йорк 22 июня 1904 года. На его борту было около 700 пассажиров и 71 член экипажа. Утром 28 июня пароход наскочил на риф Хэллен. После удара корабль продержался на воде всего 12 минут и затонул. Во время погружения погибло более чем 635 человек. Команда успела спустить на воду две шлюпки, в которые успело сесть около 160 человек, некоторые из которых погибли. В числе выживших был норвежский поэт Герман Вилдэнви.
Судно до сих пор покоится на глубине 65 метров.